# Historien om Sverige
Historien om Sverige är en populärhistorisk bokserie i 11 delar av Herman Lindqvist utgiven av Norstedts förlag mellan 1992 och 2006. Den behandlar Sveriges historia från slutet av istiden fram till Tage Erlanders tillträde som Sveriges statsminister 1946. Serien har blivit populär men har kritiserats av historieforskare, bland andra Peter Englund som skrev att "texten är fullspäckad av sakfel och missförstånd". Lindqvists ambition var att Historien om Sverige skulle uppfattas som en efterföljare till Carl Grimbergs populärhistoriska och på sin tid framgångsrika Svenska folkets underbara öden.
Enligt första delens omslagstext var det från början tänkt att sju delar skulle skildra historien kronologiskt från istidens slut till "arbetarrörelsens frammarsch", medan ytterligare tre skulle fördjupa teman såsom svenska drottningar, svenska personer och idéer samt det svenska Finland. Under utgivningen utökades planeringen och i den senaste delen (Sveriges drottningar) sägs verket planeras ha 14 delar. Hittills har 11 delar utkommit (den senaste 2006) i den officiella serien, av vilka de 9 första utgör den kronologiska historien från istidens slut till 1946, medan hela denna period sammanfattas i del 10. Del 11 är ett specialverk om Sveriges drottningar. Sedan 2013 har Lindqvists utgivning gjorts av Albert Bonniers Förlag och ges därför inte längre ut under det övergripande namnet Historien om Sverige.

## Verkets delar
Första delen, Från islossning till kungarike (1992) omfattar perioden 12000 f.Kr.–1518 e.Kr. alltså från slutet av istiden, hela forntiden (sten-, brons- och järnåldern), vikingatiden och i princip hela medeltiden, fram till Gustav Vasas dykande i historien. Andra delen, Gustav Vasa och hans söner och döttrar (1993) beskriver perioden 1518–1611, det vill säga äldre vasatiden. 1994 utkom tredje delen, När Sverige blev stormakt. Den omfattar tiden 1611–1660, alltså den del av svensk stormaktstid som kallas yngre vasatiden samt Karl X Gustavs regeringstid. Denna del åtföljdes av Storhet och fall (1995), vilken skildrade återstoden av den karolinska tiden samt de efterföljande frederna i stora nordiska kriget, perioden 1660–1721. Nyttan och nöjet, den femte delen, avhandlar frihetstiden 1721–1771. Därefter följde Gustavs dagar 1997, vilken skildrar omfattar Gustav III:s regeringstid 1771–1792. När riket sprängdes och Bernadotte blev kung (1998) följer utvecklingen 1792–1844, från Gustav III:s till Karl XIV Johans död.  Ånga och dynamit (1999) behandlar tiden från Oscar I:s trontillträde  1844 till unionsupplösningen 1905. 2000 utkom den sista delen i den kronologiska historien, Drömmar och verklighet. Denna behandlar tiden från unionsupplösningen till statsminister Per Albin Hanssons död 1946. Efter detta tog utgivningen paus i två år innan Från istid till framtid – Så blev de första 14 000 åren utkom 2002. Däri överblickar Lindqvist utvecklingen 12000 f.Kr.–1946 e.Kr. Boken avslutas med bilagor, varav en påvisar Släktskapen mellan Sveriges regenter från och med 1521, en regentlängd från Erik Segersäll till Gustaf V, en tidsaxel över Sveriges statsministrar och regeringspartier 1876–1969 och slutligen en tidsaxel över viktiga händelser i Sveriges historia (12000 f.Kr.–1946 e.Kr.). Efter ett uppehåll på fyra år utkom 2006 den elfte delen med titeln Sveriges drottningar – Från myt och helgon till drottning i tiden. Denna är fristående från den kronologiska historien och handlar om de kvinnor som har varit drottningar i Sverige.
Enligt omslagstexten var denna bok ursprungligen påtänkt som nummer 13 i serien. Nummer 11 var avsedd att bli Sverige som kolonialmakt och skulle behandla Sveriges koloniala arv, medan den tolfte delen under titeln Inbördeskrig, statskupper och revolutioner skulle behandla uppror i Sverige. Slutligen skulle nummer 14 handla om Det svenska Finland. 2013 utkom Lindqvist med titeln När Finland var Sverige, dock utgiven av Albert Bonniers förlag och därmed inte officiellt en del av Historien om Sverige-serien. 2015 gav samma förlag ut Våra kolonier: de vi hade och de som aldrig blev av.
| Del | Titel                                                             | Utgivning | Tidsomfång             | Sidomfång | Inbindningstyp | ISBN                   |
| --- | ----------------------------------------------------------------- | --------- | ---------------------- | --------- | -------------- | ---------------------- |
| 1   | Från islossning till kungarike                                    | 1992      | 12000 f.Kr.–1518 e.Kr. | 412       | Inbunden       | ISBN 91-1-931502-3     |
| 2   | Gustav Vasa och hans söner och döttrar                            | 1993      | 1518–1611              | 502       | Inbunden       | ISBN 91-1-912652-2     |
| 3   | När Sverige blev stormakt                                         | 1994      | 1611–1660              | 547       | Inbunden       | ISBN 91-1-932112-0     |
| 4   | Storhet och fall                                                  | 1995      | 1660–1721              | 720       | Inbunden       | ISBN 91-1-951282-1     |
| 5   | Nyttan och nöjet                                                  | 1996      | 1721–1771              | 536       | Inbunden       | ISBN 91-1-951282-1     |
| 6   | Gustavs dagar                                                     | 1997      | 1771–1792              | 576       | Inbunden       | ISBN 91-1-971372-X     |
| 7   | När riket sprängdes och Bernadotte blev kung                      | 1998      | 1792–1844              | 642       | Inbunden       | ISBN 91-1-300530-8     |
| 8   | Ånga och dynamit                                                  | 1999      | 1844–1905              | 548       | Inbunden       | ISBN 91-1-300744-0     |
| 9   | Drömmar och verklighet                                            | 2000      | 1905–1946              | 643       | Inbunden       | ISBN 91-1-300946-X     |
| 10  | Från istid till framtid – Så blev de första 14 000 åren           | 2002      | 12000 f.Kr.–1946 e.Kr. | 728       | Inbunden       | ISBN 91-1-300922-2     |
| 11  | Sveriges drottningar – Från myt och helgon till drottning i tiden | 2006      | 960–2006               | 576       | Inbunden       | ISBN 978-91-1-301524-8 |

### Fotnoter
1. ↑  Peter Englund (september 1994), Herman snubblar, recension i Expressen
2. ↑  Magnus Bergsten (2012). Magnus Bergsten. red. ”Misshandel i skolan avgjorde yrkesvalet” (på svenska). Populär Historia (Torsby: Magnus Bergsten) (9/2012):  sid. 12–13. ISSN 1102-0822. http://www.popularhistoria.se. Läst 20 augusti 2012.